# Michael Brandon (Pornodarsteller)

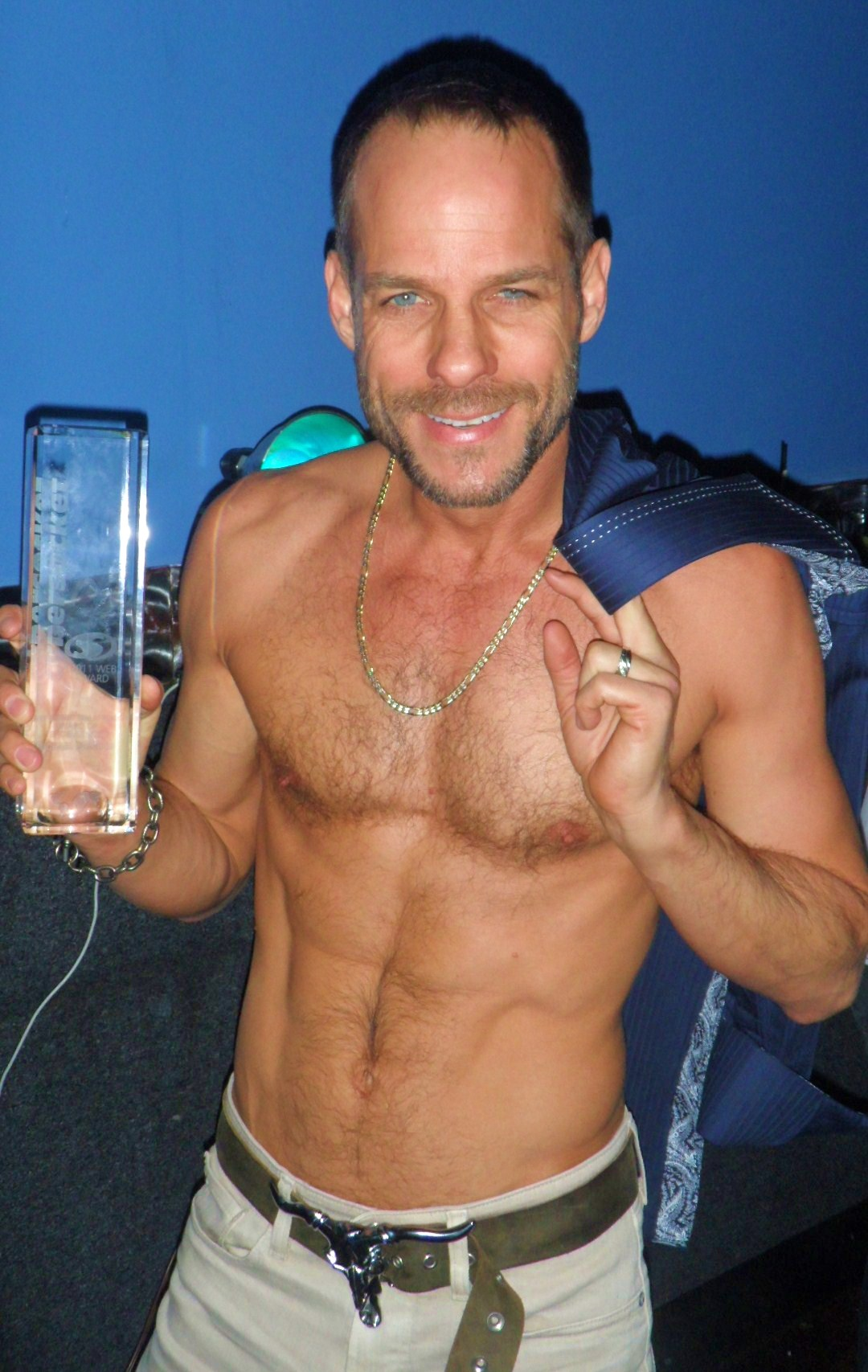
Michael Brandon

Michael Brandon (* 9. Februar 1965 in Huntington Beach, Kalifornien; gebürtig: Michael Phillips) ist ein US-amerikanischer Pornodarsteller und Filmregisseur.
Brandon verbrachte seine Kindheit in Huntington Beach, Kalifornien. Nach seiner Schulzeit begann er in der Pornoindustrie in Kalifornien zu arbeiten. Als Pornodarsteller war er in den 1990er und 2000er Jahren in vielen schwulen Pornofilmen tätig. Beim US-amerikanischen Unternehmen Falcon Studios ist Brandon gegenwärtig als Filmregisseur mit dem Label Monster Bang angestellt. 2002 und 2003 gewann Brandon jeweils den GayVN Awards als Pornodarsteller. 2002 und 2005 wurde Michael Brandon mit dem Grabby Award ausgezeichnet.

## Filmografie (Auswahl)
- 1989: Air Male
- 1991: Tender Trick (Jocks Pac)
- 1995: Meat the Fuckers
- The Best of Michael Brandon (1999)
- Stiff? (Sunshine Films) (2000)
- Cockpit 1 & 2 (Catalina Video) (2000–2003)
- Getting It At The Rave (2001)
- In Gear (2001)
- Leather Persuation (2001)
- Michael Brandon: Down & Dirty (2001)
- The Seven Deadly Sins: Lust (2001)
- Terms of Endowment (2001)
- The Dirty Director (2002)
- Latin Tendencies (2002)
- Let’s Talk Sex (2002)
- Long Strokes (gedreht von: Paul Barresi) (2002)
- Natural Instinct (Mustang Pac 066) (2002)
- Nob Hill All Stars #1 (2002)
- Prison of Pain (2002)
- Saluting Michael Brandon (2002)
- Soldiers in the Dungeon (2002)
- Trespass (Titan Media) (2002)
- WristRider (2002)
- The Sexus, Nexus and Plexus Trilogy (2002–2003)
- Double Delights (2003)
- Down Right Dangerous (2003)
- Hard at Work (Raging Stallion) (2003)
- The List (MSR Videos) (2003)
- Lord & Master (2003)
- LumberJacked (Mustang Pac 069) (2003)
- Plexus: Hardcore (2003)
- A Porn Star is Born (2003)
- Take it Like a Man (2003)
- Michael Brandon: Virtually Yours (2004)
- Pokin’ in the Boys Room (2004)
- Tune Up (2004)
- Ass Pounding Hunks 2 (2005)
- Cadet Convoy (2005)
- Hard as Wood (2005)
- Heat of the Moment (2005)
- Party in the Rear (2005)
- Way Below the Belt (2005)